# Замок Конна (Корк)

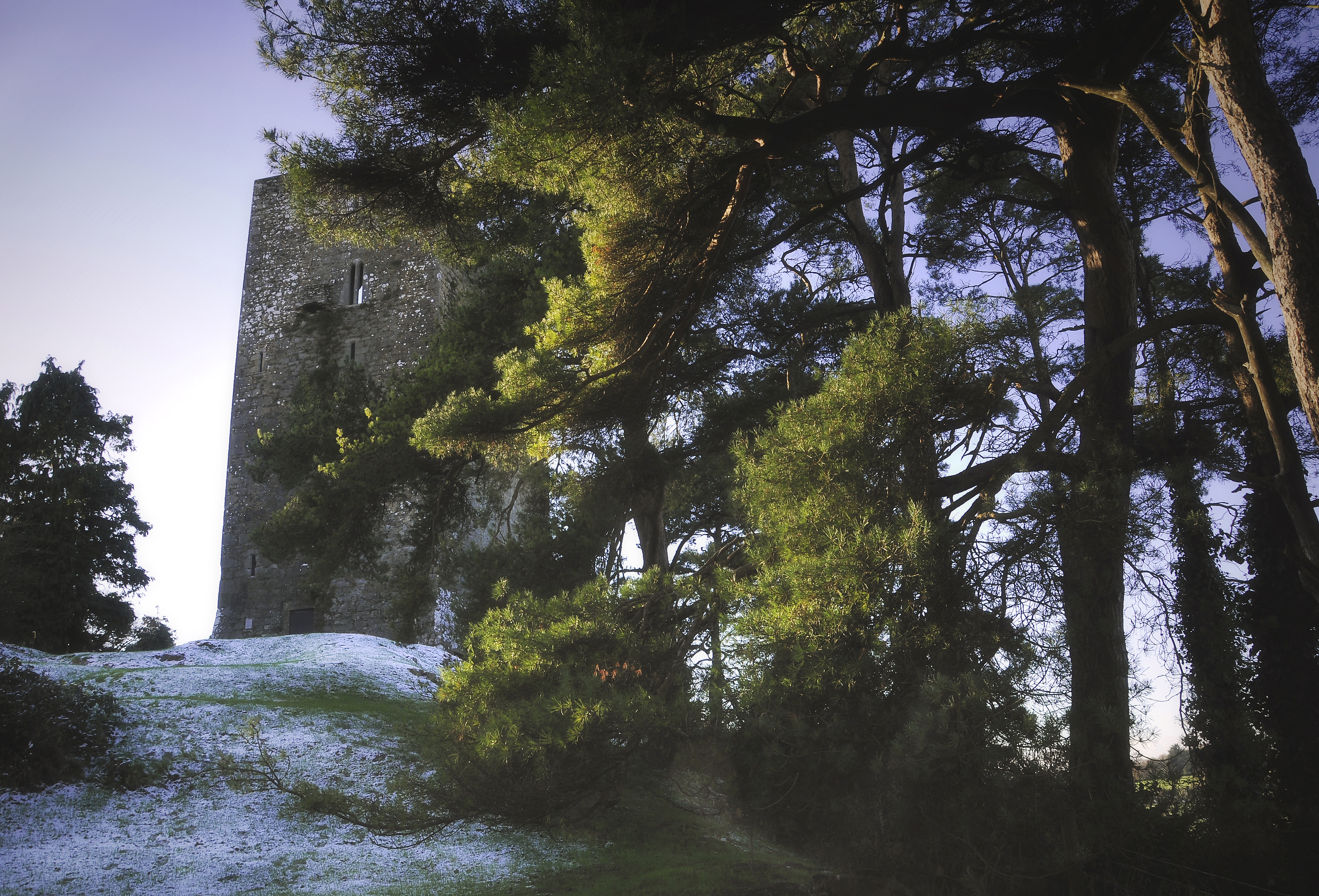
Замок Конна.

Замок Конна (англ. Conna Castle, ірл. Caisleán na Conaithe) — замок Конайхе — один із замків Ірландії, розташований у графстві Корк, біля однойменного селища Конна, біля річки Брайд-рівер, недалеко від селища Фермой. Замок являє собою п'ятиповерхову вежу, що стоїть на вапняковій скелі на березі річки. Нині замок лежить у руїнах.

## Історія замку Конна
Замок Конна побудував у 1564 році Фіцджеральд — граф Десмонд. Замок будувався протягом 10 років з 1554 року. Замок і маєток Конна був захоплений англійськими військами й дарований Волтеру Рейлі — англійському поселенцю. Потім замок захопив Джеймс Фіц Томас — граф Шуган під час повстання. Проте, він був схоплений англійською владою і був ув'язнений у лондонському Тауері. Потім замком володіли різні власники і зрештою потрапив у володіння графа Корк. Під час повстання за незалежність Ірландії 1641—1652 років замок захопив Олівер Кромвель. У замку він захопив чималий арсенал і рушив далі. У 1653 році в замку сталася пожежа, під час якої загинули три дочки каштеляна замку. Потім знову змінилося кілька володарів замку — замок переходив від одного власника до іншого, аж доки в 1851 році замок став власністю Хіларі Л'Естрендж. Потім замок успадкував А. Г. К. Л'Естрендж. Він помер у 1915 році не лишивши спадкоємців і замок перейшов у власність держави.